# Snillfjord
Snillfjord é uma comuna da Noruega, com 508 km² de área e 1 033 habitantes (censo de 2004).         